# 月牙兒 (1976年電影)
《月牙兒》是一部1976年的臺灣古裝鬼片，由姚鳳磐導演，王釧如、岳陽、秦風以及陳瑋齡領銜主演。

## 劇情
北宋年間，擧人李昉入京趕考，途中寄宿在一間老宅，宅院內還有三座荒墳。一名老丈出現在他面前，對他說起曾經發生在老宅裡的悲劇。此宅位於桃花林，原是霍家父女的居所。霍父臥病在床，女兒霍秀娘出門買藥。途中遇到雷雨，獲富家公子柳裕卿贈傘相助。日後，裕卿穿過桃花林拜訪霍家，並借桃花為題，表達對秀娘的傾慕。二人互生愛意，相約三更在古廟見面。裕卿許諾考得功名就上門提親，讓秀娘獻身於他。
秀娘懷孕，卻聽說裕卿和京城龔侍郎千金淑賢早已訂親。她上門向柳母求情，被罵不知廉恥並將她趕出去。因未婚有孕，霍家父女受到村人嘲笑，霍父舊疾發作而亡，秀娘也在此時產下男嬰。數年後，裕卿高中狀元，任派朝廷命官。講到此處，已屆黎明，老丈就此打住。李昉好奇秀娘後來命運如何，決定於老宅再留宿一晚。第二晚夜半時分，秀娘顯形。李昉告訴她自己一直在蒐集鄉野傳說和靈異怪談，欲寫成《太平廣記》傳世。在他的請求下，秀娘娓娓道出後續故事。

## 演員
- 王釧如 飾 霍秀娘
- 岳陽
- 秦風
- 陳瑋齡
- 傅碧輝
- 葛香亭
- 方正
- 薛漢
- 陳思珍
- 劉兆琦
- 趙振秋

## 外部連結
- 香港影庫上《月牙兒》的資料（繁體中文）
- 互联网电影数据库（IMDb）上《月牙兒》的资料（英文）